# Вибори до Закарпатської обласної ради 2006
Вибори до Закарпатської обласної ради 2006 — вибори до Закарпатської обласної ради, що відбулися 26 березня 2006 року. Це були перші вибори до Закарпатської обласної ради що проводилися за пропорційною виборчою системою. Для того, щоб провести своїх представників до  Закарпатської обласної ради, партія чи блок мусила набрати не менше 3% голосів виборців.

## Результати виборів
| Розподіл голосів     | Розподіл голосів     | Розподіл голосів | Розподіл голосів | Розподіл голосів |
| -------------------- | -------------------- | ---------------- | ---------------- | ---------------- |
|                      |                      |                  |                  |                  |
| «Наша Україна» (30)  | «Наша Україна» (30)  |                  | 23.08%           | 23.08%           |
| БЮТ (25)             | БЮТ (25)             |                  | 19.22%           | 19.22%           |
| Партія регіонів (15) | Партія регіонів (15) |                  | 11.54%           | 11.54%           |
| Блок Литвина (7)     | Блок Литвина (7)     |                  | 5.24%            | 5.24%            |
| КМКС (5)             | КМКС (5)             |                  | 3.40%            | 3.40%            |
| СПУ (4)              | СПУ (4)              |                  | 3.12%            | 3.12%            |
| ДПУУ (4)             | ДПУУ (4)             |                  | 3.11%            | 3.11%            |

Примітка: На діаграмі зазначені лише ті політичні сили,  які подолали  3 % бар'єр
 і провели своїх представників до Закарпатської обласної ради.
 В дужках — кількість отриманих партією чи бльоком мандатів